# Tolumnia compressicaulis
Tolumnia compressicaulis är en orkidéart som först beskrevs av Carl Leslie Withner, och fick sitt nu gällande namn av Guido Jozef Braem. Tolumnia compressicaulis ingår i släktet Tolumnia och familjen orkidéer. Inga underarter finns listade i Catalogue of Life.